# Contee dell'Irlanda del Nord

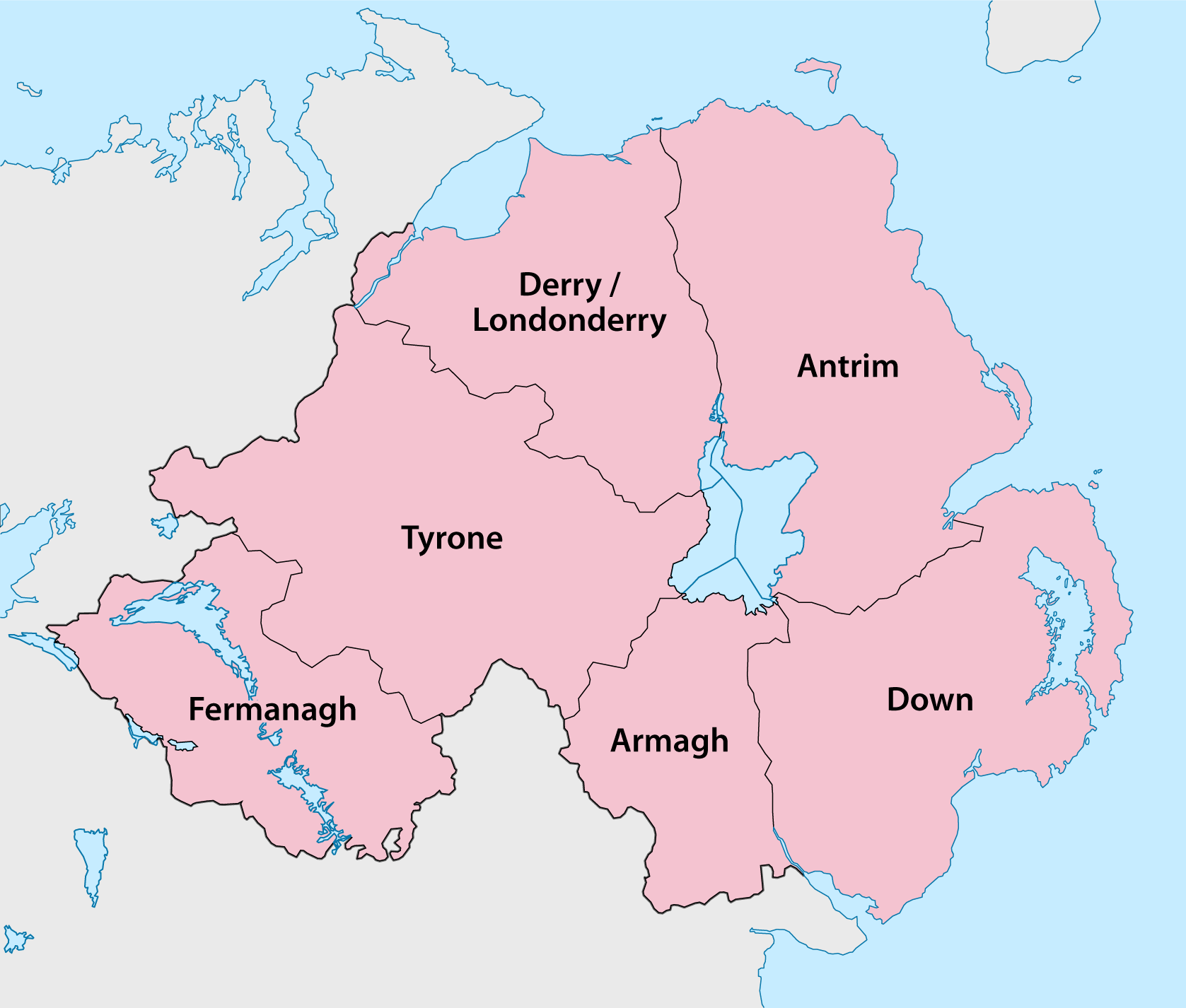
Contee dell'Irlanda del Nord

Le contee dell'Irlanda del Nord erano le suddivisioni di 2º livello governo locale dell'Irlanda del Nord, dal momento della loro istituzione nel 1921 fino al 1972, quanto queste entità furono abolite e sostituite con ventisei distretti.
Le contee esistevano in forma simile già da secoli prima della Partizione d'Irlanda, come parte delle contee dell'Irlanda. Assieme alle contee del resto dell'isola vengono tuttora utilizzate come riferimento geografico, culturale e sportivo, pur non avendo più valenza politica.
Le contee dell'Irlanda del Nord costituiscono i due terzi della provincia storica dell'Ulster.

## Le contee
| Contea      | Capoluogo   | Creazione             | Popolazione (2011) | Note |
| ----------- | ----------- | --------------------- | ------------------ | --- |
| Antrim      | Antrim      | Inizio del XIV secolo | 618.108            | Confini moderni istituiti nel 1605. |
| Armagh      | Armagh      | 1584                  | 174.792            | |
| Down        | Downpatrick | Inizio del XIV secolo | 531.665            | Confini moderni istituiti nel 1605. |
| Fermanagh   | Enniskillen | 1584                  | 61.170             | Basata sui territori dei Maguires. |
| Londonderry | Coleraine   | 1613                  | 247.132            | Unione della Contea di Coleraine (anche detta Colerain), e le baronie di Loughinsholin, North East Liberties of Coleraine e North-West Liberties of Londonderry. |
| Tyrone      | Omagh       | 1584                  | 177.986            | Territorio del regno irlandese di Tír Eoghain, la cui parte nord-orientale (baronia di Loughinsholin) fu unita alla Contea Londonderry nel 1613.                 |

## Storia delle contee
L'amministrazione inglese in Irlanda, negli anni seguenti l'invasione anglo-normanna dell'isola, creò le contee come principale suddivisione della provincia irlandese. Questo processo durò per il periodo dal XIII al XVII secolo, tuttavia il numero e la forma delle contee che avrebbero poi costituito l'Irlanda del Nord non sarebbero stati definiti finché la fuga dei Conti non permise la divisione dell'Ulster nel 1604.
Anche se le attuali contee dell'Irlanda del Nord furono progettate già all'inizio del XVI secolo, alcune di esse erano già esistite in qualche forma nel passato, sebbene i loro confini siano stati più volte modificati. Ogni contea aveva un capoluogo, con tribunali di contea e Corte d'assise.